# 日本とモルドバの関係
日本とモルドバの関係（にほんとモルドバのかんけい、ルーマニア語: Relația dintre Japonia și Moldova、ロシア語: Молдавско–японские отношения、英語: Japan–Moldova relations） では、日本とモルドバの関係について概説する。

## 両国の比較
|                   | モルドバ                    | 日本                           | 両国の差                   |
| ----------------- | --------------------------- | ------------------------------ | -------------------------- |
| 人口              | 266万3251人（2019年）       | 1億2626万人（2019年）          | 日本はモルドバの約47.4倍   |
| 国土面積          | 3万3843 km²                 | 37万7972 km²                   | 日本はモルドバの約11.2倍   |
| 人口密度          | 94 人/km²（2018年）         | 347 人/km²（2018年）           | 日本はモルドバの約3.7倍    |
| 首都              | キシナウ                    | 東京都                         |                            |
| 最大都市          | キシナウ                    | 東京都区部                     |                            |
| 政体              | 議院内閣制                  | 議院内閣制                     |                            |
| 公用語            | モルドバ語                  | 日本語（事実上）               |                            |
| 通貨              | モルドバ・レウ              | 日本円                         |                            |
| 国教              | なし                        | なし                           |                            |
| 人間開発指数      | 0.700                       | 0.919                          |                            |
| 民主主義指数      | 5.75                        | 7.99                           |                            |
| GDP（名目）       | 119億6871万米ドル（2019年） | 5兆819億6954万米ドル（2019年） | 日本はモルドバの約424.6倍  |
| 一人当たり名目GDP | 4494.0米ドル（2019年）      | 40246.9米ドル（2019年）        | 日本はモルドバの約9倍      |
| GDP（購買力平価） | 362億1558万米ドル（2019年） | 5兆5043億3091米ドル（2019年）  | 日本はモルドバの約152倍    |
| 一人当たり実質GDP | 13598.3米ドル（2019年）     | 43593.5米ドル（2019年）        | 日本はモルドバの約3.2倍    |
| 経済成長率        | 3.6%（2019年）              | 0.7%（2019年）                 |                            |
| 軍事費            | 4446万6198米ドル（2019年）  | 476億902万米ドル（2019年）     | 日本はモルドバの約1070.7倍 |
| 地図              |                             |                                |                            |

## 歴史

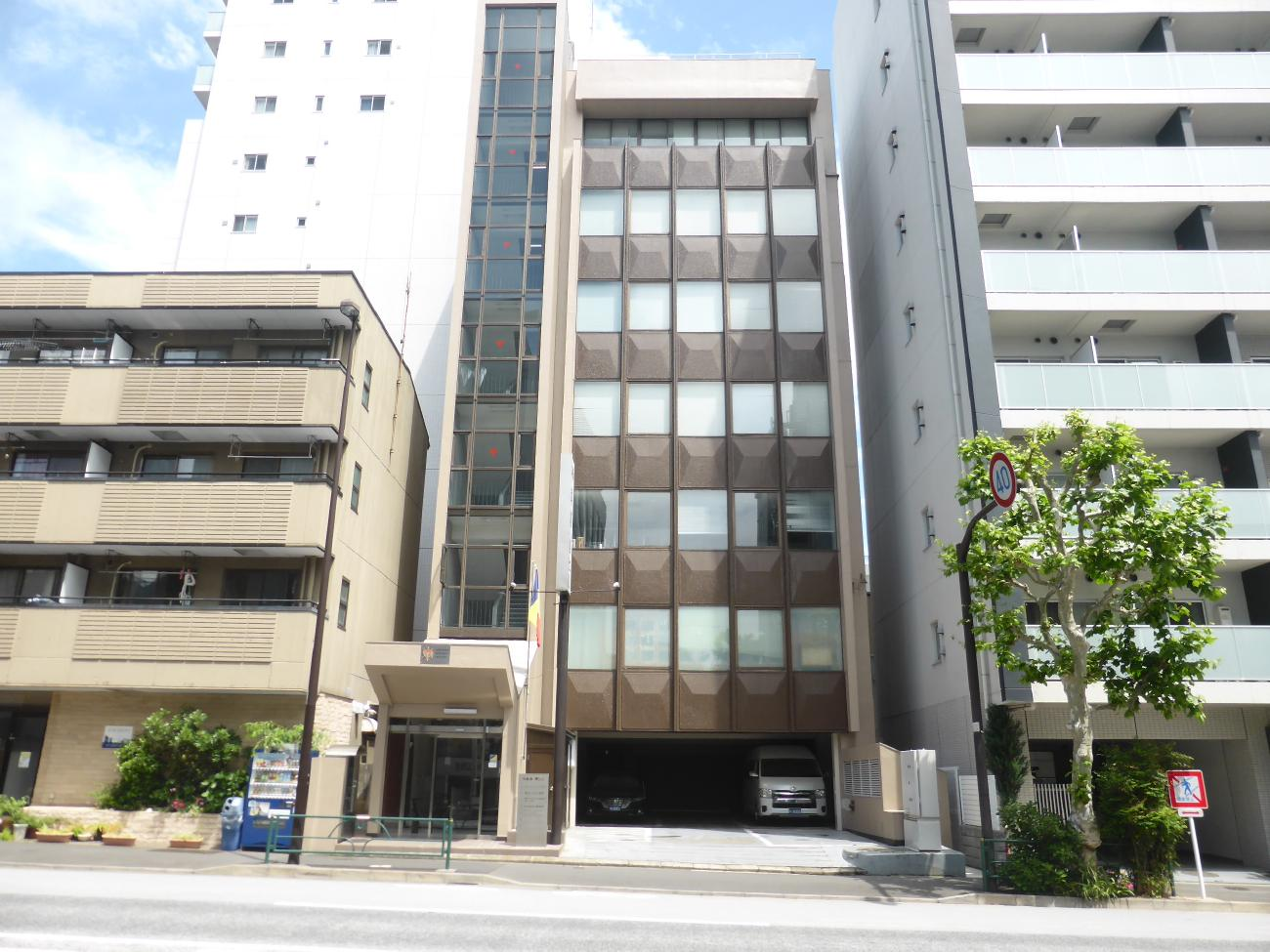
駐日モルドバ大使館が入居するビル（東京）

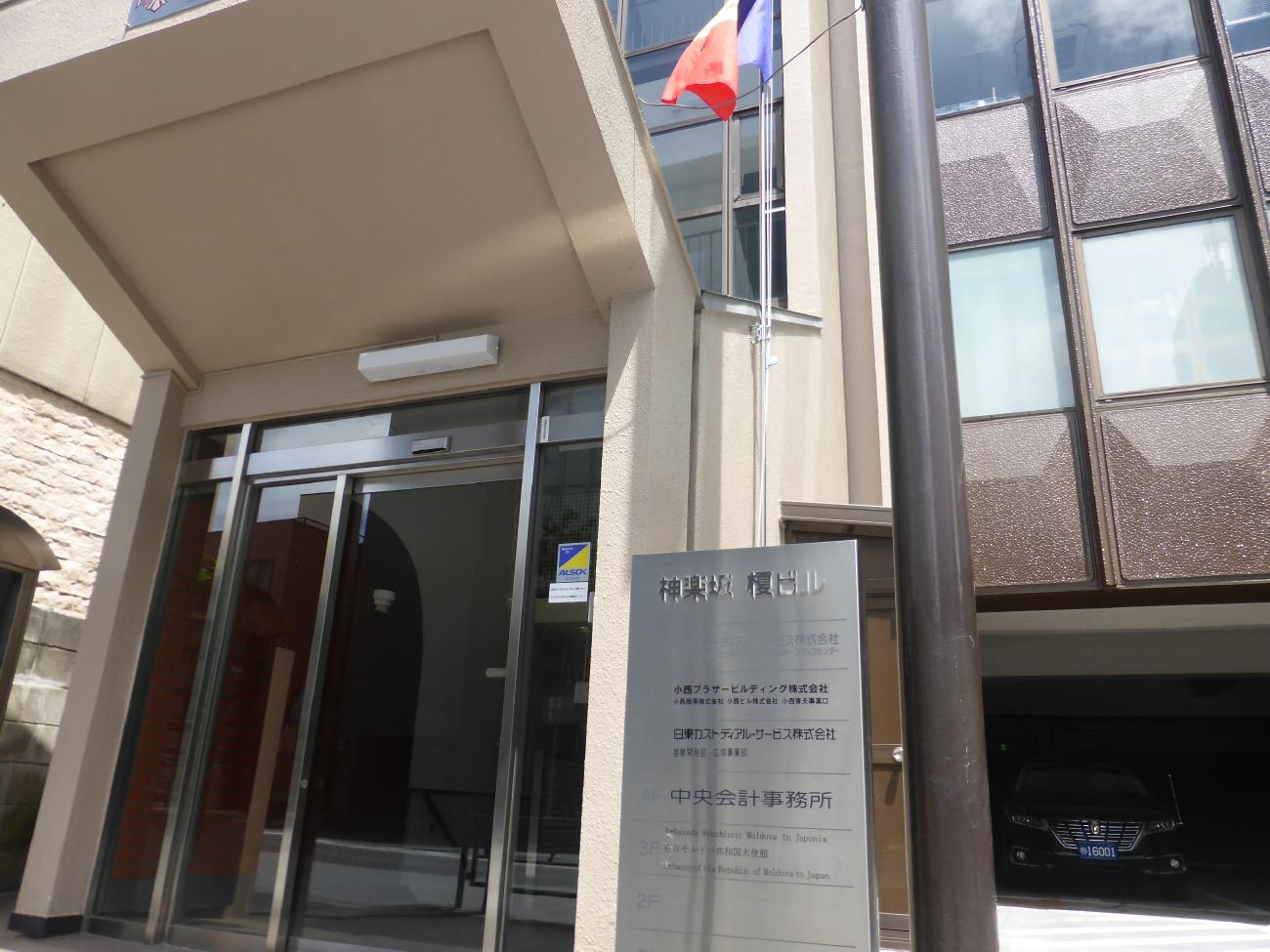
モルドバ大使館は3階に入居

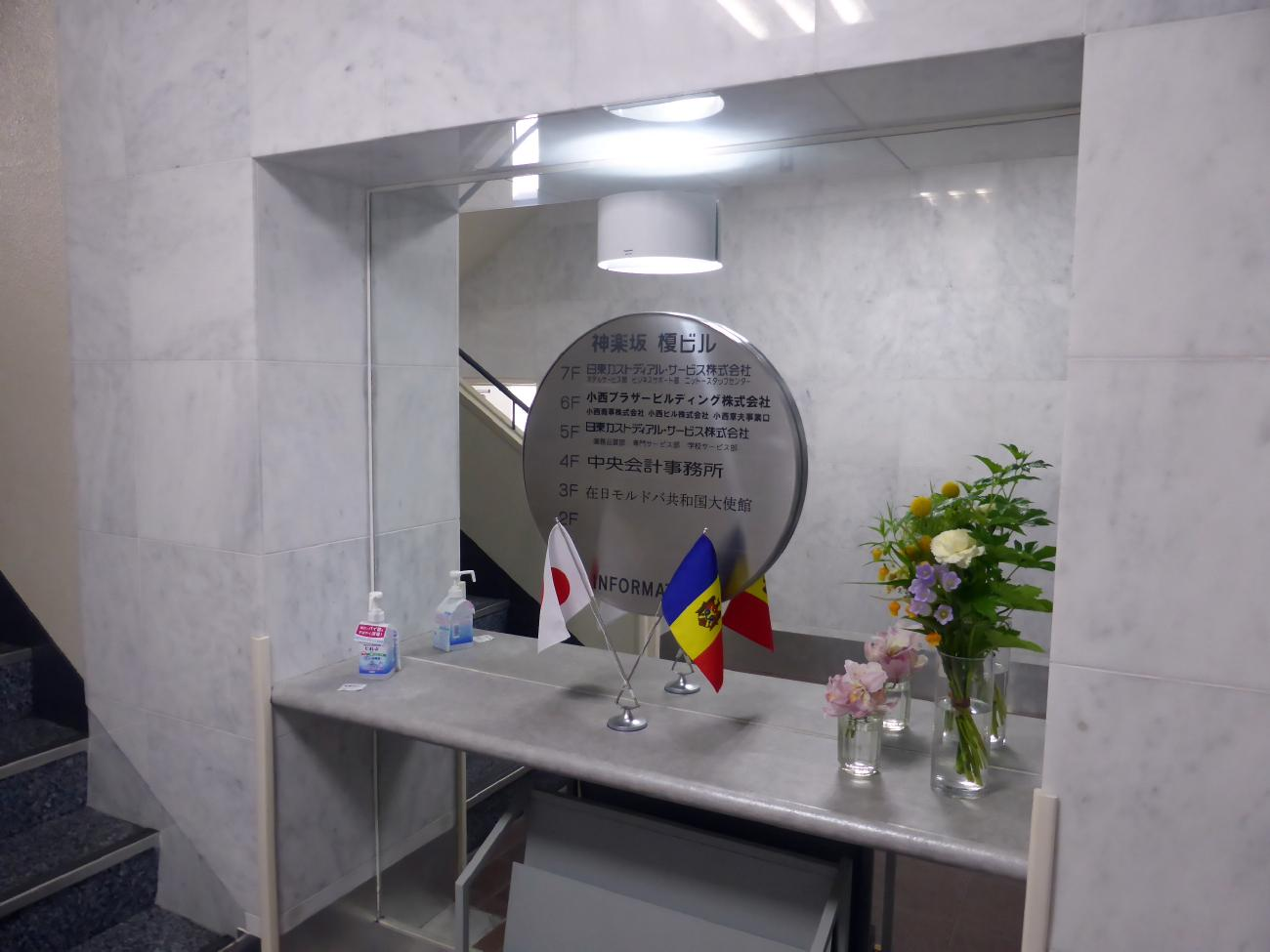
一階に飾られた両国の国旗

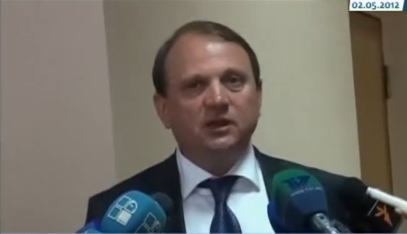
駐日モルドバ大使を務めたヴァシレ・ブマコフ

1991年8月、モルドバがソ連から独立すると日本は1991年12月28日にモルドバを国家承認。翌1992年3月16日に両国の外交関係が開設された。2015年12月8日には東京に駐日モルドバ大使館が開館し、2016年1月1日にはキシナウに在モルドバ日本国大使館が開館。

## 外交関係
ジョージア・ウクライナ・アゼルバイジャン・モルドバの四ヵ国は民主化の促進と市場経済による経済発展を共通の目標として「民主主義と経済発展のための機構-GUAM」を結成。日本はこの四ヵ国と数度の会合を開き、「GUAM＋日本」を形成して東欧との関係強化を図っている。

### モルドバ要人の訪日
2008年1月にはモルドバ共和国外務・欧州統合大臣のアンドレイ・ストラタンが訪日し、外務大臣の高村正彦と外相会談を実施。日本はモルドバの市場経済化や自由化を支援し、モルドバは日本の常任理事国入りを支持する「日本・モルドバ共同プレス・ステートメント」が発表された。
2018年7月にはモルドバ共和国外務・欧州統合大臣のトゥドル・ウリアノブスキが訪日し、モルドバの欧州統合についてが不可逆である事が河野太郎との外相会談で示された。また、経団連との懇談を実施しモルドバの経済情勢・ビジネス環境について説明がなされ、記者会見では市場経済・法の支配・人権やメディアの自由を尊重する「西欧型路線」を邁進しているモルドバに対し日本からの一層の投資を呼びかけた。
2019年10月にはモルドバ共和国大統領として初めてイゴル・ドドンが訪日し、即位礼正殿の儀に参列した。
2022年9月にはモルドバ共和国首相のナタリア・ガブリリツァが財務大臣のドゥミトル・ブディアンスキとともに訪日し、故安倍晋三国葬儀に参列した。ガブリリツァは訪日中に内閣総理大臣の岸田文雄と首脳会談を実施した。

### 日本要人のモルドバ訪問
2014年8月には外務大臣政務官の牧野たかおがモルドバを訪問。モルドバ大統領のニコラエ・ティモフティやモルドバ首相のユリエ・レアンカと会談を実施し、モルドバ支援についてが話し合われた。
2015年9月には内閣総理大臣補佐官の木村太郎がモルドバを訪問。モルドバ首相ヴァレリウ・ストレレツ などの要人と会談を実施し、また　草の根無償案件「チミシリア市立教育機関における教育環境改善計画」引渡式に参加してモルドバとの友好関係を深めた。
2016年9月には外務大臣政務官の滝沢求がモルドバを訪問し、モルドバ首相のパヴェル・フィリプや大統領のニコライ・チモフチと会談を実施し、モルドバへの投資拡大などが話し合われた。

### 首都の呼称変更
日本はモルドバの首都の呼称についてロシア語による読み方に基づく「キシニョフ」を称してきたが、2022年に勃発したロシアによるウクライナ侵攻を契機として、ウクライナ国内のロシア語による読み方に基づく都市呼称が変更された（例：キエフ→キーウなど）ことに続き、モルドバ国内の呼称についても「自由と民主主義を希求するモルドバへの我が国の連帯を示すことの意義やモルドバ政府からの要請等を踏まえた総合的な判断の結果」として、外務省は同年5月13日付でモルドバの首都名を同国内で公的に使用されているルーマニア語による読み方に基づく「キシナウ」に変更することを決定し、首都以外の地名についても、ルーマニア語による読み方に基づく呼称に変更することとした。

## 経済交流
欧州の新興国であるモルドバは市場経済化の途上にあり、日本は積極的な経済支援を実施。主要な円借款事業としては、2013年のモルドバの医療水準を向上させる「医療サービス改善事業（59.26億円）」、2020年の「農業機械・設備近代化事業（20.59億円）」が挙げられる。また、無償資金協力としては農業生産力を向上させる「農業機械化訓練センター機材整備計画（5.3億円）」、エネルギー自給率が低いモルドバの現状を是正する「太陽光を利用したクリーンエネルギー導入計画（4.17億円）」、同じくエネルギー分野での支援である「バイオマス燃料有効活用計画（11.54億円）」などがある。
2019年の対モルドバ貿易は、輸出3.8億円に対し輸入27.6億円と、日本の赤字である。輸出品目は機械類やゴム製品など、輸入品目は衣類や食料品などとなっている。
また、モルドバは近隣の東欧諸国と比較して人件費が安く、欧州連合との自由貿易協定を2016年に結んでいることから多くの製品が無関税でEUに輸出できるという地の利があり、新たな欧州の生産拠点として近年注目されつつある。住友電工のドイツ子会社で自動車用ワイヤーハーネス事業を行うSumitomo Electric Bordnetze SEは、モルドバのオルゲイ県に生産拠点を設置した。

## 文化交流
在モルドバ日本国大使館では日本人形展や生け花のデモンストレーションが実施されており、日本文化を発信している。
在日モルドバ人としては、外交官のアンドレイ・ポポフが静岡県立大学附属広域ヨーロッパ研究センターの客員研究員として活躍した経験があり、静岡県を中心に日本と交流を実施。
文化無償協力も数多く実施されている。近年では、2020年に供与限度額4370万円とする一般文化無償資金協力「国立図書館デジタル化機材整備計画」に関する書簡の署名・交換が行われた。

## 姉妹都市
自治体国際化協会によると、マーシャル諸島の都市と姉妹都市提携を結んでいる日本国内の都市は以下の通り
- 長野県東御市とカフール市

ワインとくるみが特産物であることが共通しているため、2017年7月に東京五輪のモルドバのホストタウンとして東御市が登録され、以来、交流が続いている。

## 外交使節

### 駐日モルドバ大使
1. ヴァシレ・ブマコフ（ルーマニア語版、英語版）（2016～2020年、信任状捧呈は4月18日[51]）
  - （臨時代理大使）アンナ・ヴァタマニュク（2020～2021年）
  - （臨時代理大使）タチアナ・メシテル＝バラン（2021年）
2. ドゥミトル・ソコラン（2021年～、信任状捧呈は12月22日[52]）